# 페라리 SF90 스트라달레
페라리 SF90 스트라달레(영어: Ferrari SF90 Stradale)는 페라리에서 2019년부터 생산 중인 스포츠카이다.

## 사양

### 핸들링
SF90 스트라달레의 4개 바퀴 모두에 대한 토크 분배를 제어하는 eSSC (Electric Side Slip Control)를 사용하고 있다. eSSC는 전통적인 유압 제동 시스템과 전기 모터를 결합하여 최적의 회생 제동 및 토크 벡터링을 제공하는 새로운 브레이크 바이와이어 시스템인 eTC (electric Tractional Control)와 결합된다

### 변속기
SF90 스트라달레의 엔진은 새로운 8단 듀얼 클러치 변속기와 결합된다. 새로운 변속기는 10 kg (22 lb) 더 가볍고 콤팩트하다. 타 제조업체 제품에서 사용하는 기존 7단 변속기는 부분적으로 전용 후진 기어가 없기 때문이다. 새로운 전송은 또한 30% 더 빠른 변속 시간 (200 밀리초)을 제공한다.

### 성능
- 최고 속도: 340km/h (211mph)[5](아우토반에서 347km/h까지 나갔다.)

## 비디오 게임에서의 등장
- 아스팔트 8: 에어본[6]
- 아스팔트 9: 레전드[7]
- CSR 레이싱 2
- 프로젝트 카스 3

레이싱 마스터